# Danny Pugh
Daniel Adam "Danny" Pugh (født 19. oktober 1982 i Cheadle Hulme, Stockport, England) er en engelsk professionel fodboldtræner og tidligere fodboldspiller. Han har tidligere spillet for blandt andet Manchester United og Leeds.
Efter at have spillet en kamp for sin tidligere klub Manchester United, blev Pugh den første spiller, som den nye Leeds-manager Kevin Blackwell fik til klubben, der skete i en pakkeløsning, der sendte den tidligere Leeds-favorit Alan Smith den anden vej. Pugh kom til klubben som et hjælpeværktøj, da hans evne til at spille på venstre side af midtbanen eller i forsvaret var en nøglefaktor i Leeds' trup, da der også kun var fire spillere tilbage i truppen fra sæsonen før (disse fire var Gary Kelly, Michael Duberry, Frazer Richardson og Matthew Kilgallon).
Hans Leeds karriere startede godt: I første halvdel af sæsonen blev han brugt på venstre side af midtbanen i en 4-4-2-formation, og han var klubben topscorer inden ankomsten af David Healy fra Preston. Pugh skiftede senere til venstre back efter Stephen Crainey blev skadet, og Frazer Richardson ikke var førsteprioritet. Senere faldt Pugh alligevel ud af den faste Leeds-opstilling. Blackwells beslutning om at skifte til en 4-3-3-formation betød, at Pughs position blev taget fra ham af David Healy, og da Matthew Kilgallon besatte venstre back-pladsen, blev Pugh henvist til bænken.
Pugh blev solgt til Preston i juni 2006 på et beløb på 250.000 pund, da hans sidste få måneder i Leeds mest blev brugt på bænken (han lavede kun fem optrædener i sine sidste seks måneder i klubben). Pugh blev brugt regelmæssigt på førsteholdet, da han spillede på venstre flanke og lejlighedsvis blev brugt som en central midtbanespiller.
Den 2. november 2007 blev det meddelt, at Stoke City havde skrevet under med Pugh. I første omgang på en låneaftale med henblik på en permanent aftale i januar. Manageren Tony Pulis var "glad for at skrevet under med en venstresiddet midtbanespiller med høj kvalitet". Skiftet blev permanent den 3. januar 2008, hvor Stoke betalte Preston 500.000 pund for Pugh. Pugh har været fast mand, siden han tilsluttede sig klubben, hvor han har spillet som venstre midtbanespiller og venstre back. Han har også prøvet sig på den centrale midtbane, hvor han blandt andet har vundet man of the match-titler i kampe mod Watford og Newcastle. Han spillede 67 ligakampe for klubben indtil han i 2012 blev solgt til Leeds United.